# Więzienie Stanowe Florydy
Więzienie Stanowe Florydy (ang. Florida State Prison, FSP) – główny ośrodek karny stanu Floryda, z adresem w mieście Raiford, hrabstwo Bradford.
Więzienie posiada maksymalny stopień stosowanych zabezpieczeń i przeznaczone jest dla szczególnie niebezpiecznych więźniów. Znajduje się w nim między innymi blok dla osób skazanych na karę śmierci (ang. death row), tam też wykonywane są egzekucje.

## Historia

### Starke / Raiford (1961–)
Więzienie Starke / Raiford otwarto w roku 1961, aczkolwiek jego budowy nie zakończono do roku 1968. 

### Egzekucje
Od roku 1979 w stanie Floryda wykonano 109 wyroków śmierci (1979–2025).

#### Krzesło elektryczne
Budowę krzesła elektrycznego (określane nieformalnie jako „Old Sparky”) stanu Floryda przez osadzonych więźniów rozpoczęto w 1922, jako bardziej humanitarny sposób egzekucji od publicznego powieszenia (zastąpionego w 1923 krzesłem elektrycznym). Po raz pierwszy krzesło zostało użyte w 1924.
W 1929 i od maja 1964 do maja 1979 nie wykonano egzekucji we Florydzie.
W latach 90. odbyły się dwie nieudane egzekucje: w roku 1990, kiedy płomienie ogarnęły Jesse Tafero i w 1997, kiedy podobna sytuacja przytrafiła się w ostatnich chwilach życia Pedro Medinie. Wówczas, mimo oburzenia i postulatów, aby krzesło zastąpić uważanym za bardziej humanitarny zastrzykiem trucizny (ang. lethal injection), gubernator Lawton Chiles nie zgodził się i podpisał akt, który utrzymywał krzesło jako jedyną legalną metodę egzekucji w stanie. Za kadencji Chilesa odbyły się jeszcze cztery egzekucje. 
W 1998 stracono na krześle elektrycznym pierwszą kobietę. 
W roku 1999 zainstalowano nowe krzesło elektryczne, które zostało użyte do egzekucji Allena Lee Davisa. Nieudany przebieg egzekucji nabrał wielkiego rozgłosu, co doprowadziło w 2000 do ustanowienia możliwości wybrania przez skazanego metody uśmiercenia (krzesło elektryczne lub zastrzyk trucizny). Egzekucja Davisa była jak do tej pory ostatnim użyciem krzesła w tym stanie.
Od roku 1979 w stanie Floryda wykonano 44 wyroki śmierci przez krzesło elektryczne (1979–1999).

#### Zastrzyk trucizny
W 2000 wprowadzono egzekucję przez zastrzyk trucizny jako alternatywę dla krzesła elektrycznego.
Do tej pory za pomocą zastrzyku uśmiercono 65 skazańców (2000–2025).